# Miller Mareco
Miller David Mareco Colmán (Capiatá, Departamento Central, Paraguay; 31 de enero de 1994) es un futbolista paraguayo. Juega de lateral derecho y su equipo actual es el General Caballero (JLM), de la División Intermedia de Paraguay.

## Trayectoria
Realizó todas las inferiores en el Club Libertad. En el año 2013 fue cedido a préstamo a Rubio Ñu.

## Selección nacional
Participó en la selección paraguaya juvenil en el Campeonato Sudamericano de Fútbol Sub-20 de 2013, disputado en Argentina en donde se consagró subcampeón, y la Copa Mundial de Fútbol Sub-20 de 2013, que se disputó en Turquía.

## Clubes
| Club                                 | País     | Año           |
| ------------------------------------ | -------- | ------------- |
| Libertad                             | Paraguay | 2013-2018     |
| Rubio Ñu                             | Paraguay | 2012-2014     |
| Sp. San Lorenzo                      | Paraguay | 2015          |
| Sol de América                       | Paraguay | 2016          |
| River Plate (Par)                    | Paraguay | 2016          |
| Rubio Ñu                             | Paraguay | 2017          |
| Cristóbal Colón FBC (J. A. Saldívar) | Paraguay | 2018-2020     |
| General Caballero (JLM)              | Paraguay | 2020-presente |